# Lotus laricus
Lotus laricus är en ärtväxtart som beskrevs av Karl Heinz Rechinger. Lotus laricus ingår i släktet käringtänder, och familjen ärtväxter. Inga underarter finns listade i Catalogue of Life.